# 中之條站

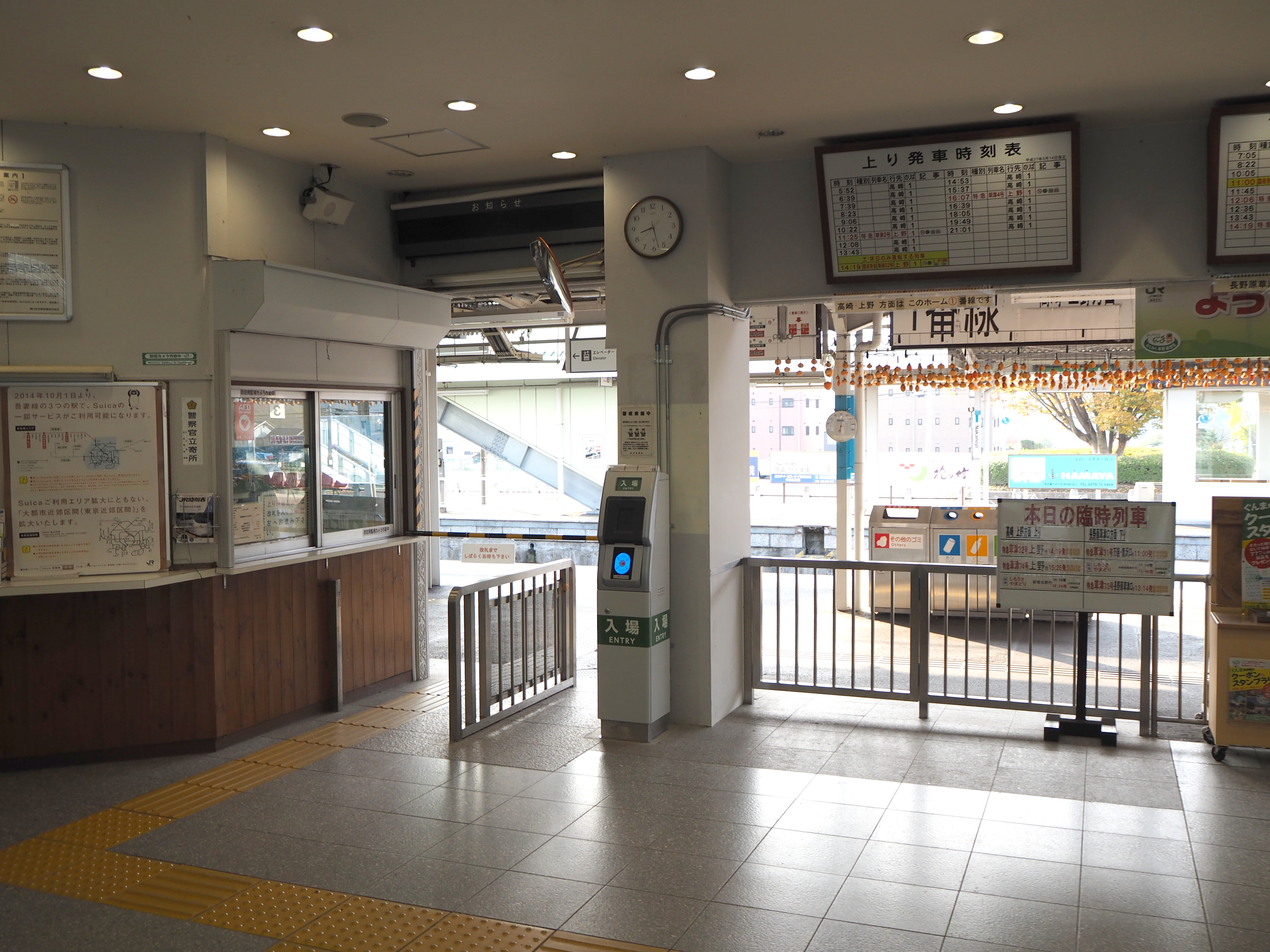
檢票口（2015年11月）

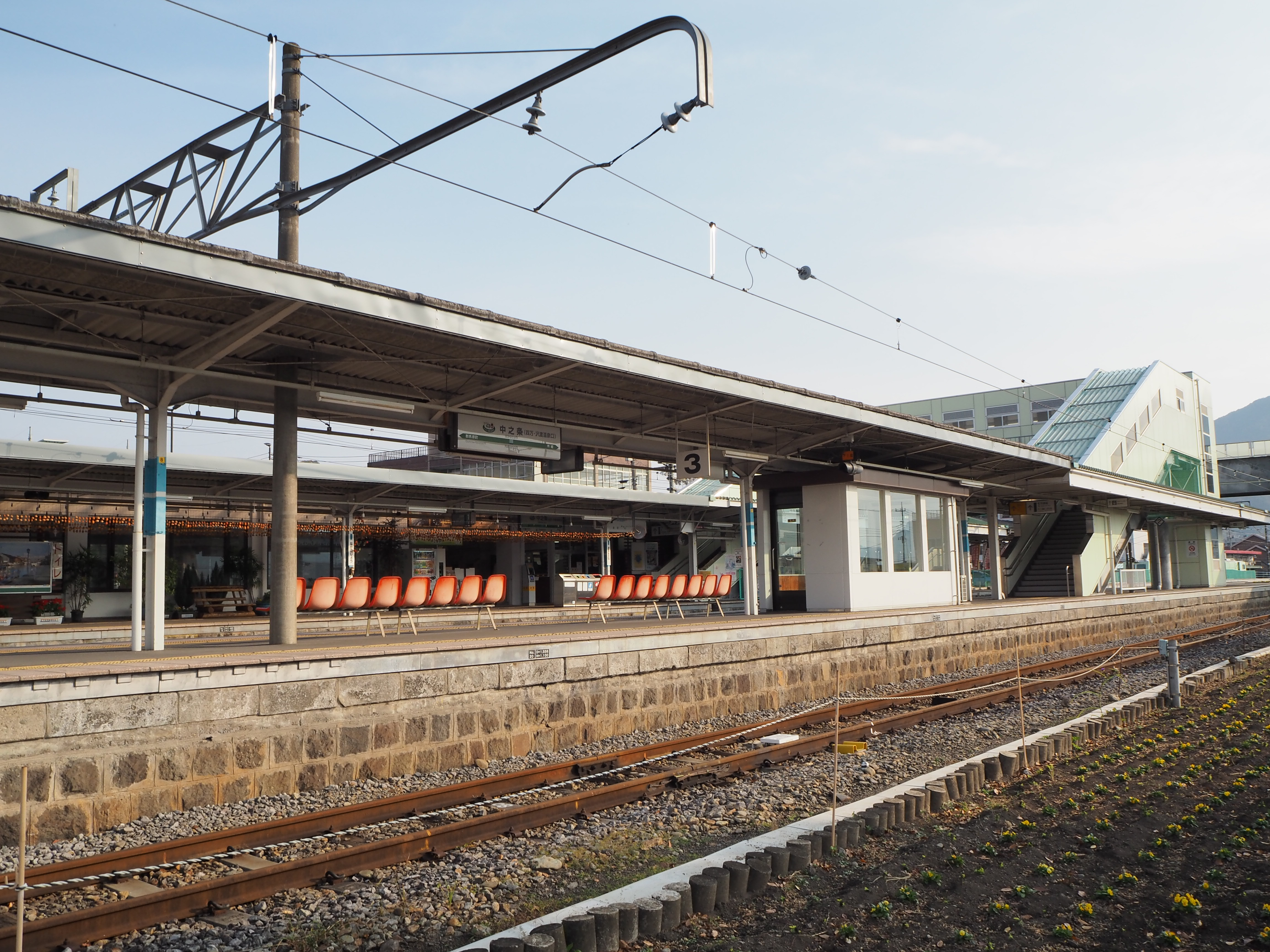
月台（2015年11月）

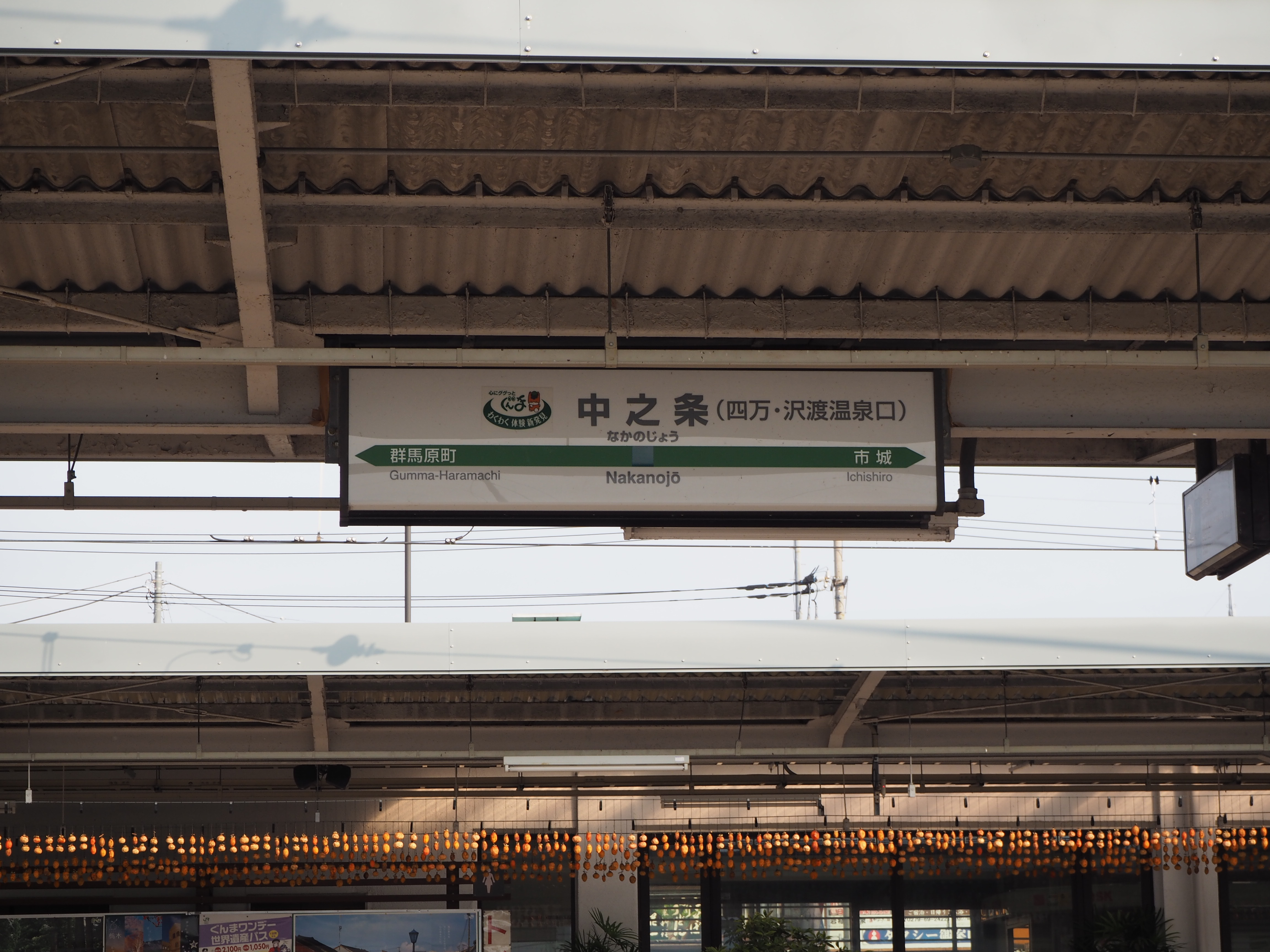
站名牌（2015年11月）

中之條站（日语：／ Nakanojō eki */?）是位於群馬縣吾妻郡中之條町大字伊勢町815番4號，東日本旅客鐵道（JR東日本）的吾妻線車站。

## 概要
此站位於中之條町中心。為四萬溫泉、澤渡溫泉的玄關口。包括特急「草津」在內，所有列車均停靠此站。另外，此站設有副站名「四萬·澤渡溫泉口」，在車內廣播中會提及副站名。
此站是吾妻線中間據點車站，在吾妻線因維護路軌而需要暫停服務時，整段吾妻線會分為澀川站至此站之間，此站至大前站之間兩個區間，按不同情況把區間暫停服務。暫停服務區間會提供代行巴士。另外，3號月台後方設有維護路軌專用路軌。
與井野站相同，在2010年（平成22年）3月起的發車音樂使用「惑星B」。在吾妻線內設有發車音樂的車站中，只有起點澀川站、此站和川原湯溫泉站。

## 歷史
- 1945年（昭和20年）
  - 1月2日：開設中之條信號場。
  - 8月5日：升級至中之條站[1]。
- 1987年（昭和62年）4月1日：伴隨國鐵分割民營化，車站由東日本旅客鐵道（JR東日本）營運[2]。
- 2006年（平成18年）3月7日：綠色窗口結業，設置「你好售票機Kaeru君（日语：もしもし券売機Kaeruくん）」[3]。
- 2012年（平成24年）2月15日：「你好售票機Kaeru君」結束服務[4]。
- 2014年（平成26年）10月1日：此站編入至東京近郊區間[5]。
- 2019年（平成31年）4月1日：站內開設殘疾人士就業支援店「Bon Voyage」[6]。

在吾妻線、上越線啟用前的1912年（明治45年），此地至澀川之間曾經設有馬車鐵道——吾妻溫泉馬車軌道。吾妻軌道、群馬電力、東京電力、東京電燈曾經經營該路線。在1920年（大正9年）電氣化，變成電車路線。在上越線開業後的1933年（昭和8年）廢止。詳情參見吾妻軌道。

## 車站構造
車站是一座地面車站，設有1面1線的單式月台和1面2線的島式月台，共有2面3線的月台。各月台之間設有跨線橋連接。
此站是直營車站（設有站長），同時為管理車站，管理小野上站至岩島站之間各站。在2006年，綠色窗口結業，取而代之為「你好售票機Kaeru君」。在2012年2月15日，你好售票機Kaeru君停止運作並撤走。現時設置了指定席售票機。在2019年4月1日起，站內開設JR東日本高崎分社內首個殘疾人士就業支援店「Bon Voyage」。
毎年秋天，上行1號月台會掛柿乾。柿由當地居民提供，在車站職員協助下吊起柿皮。在2001年(平成13年)秋天開始有這樣設施，曬乾的柿皮會免費提供給特急「草津」乘客。另外，在夏天會掛起風鈴。

### 月台
| 月台 | 路線    | 上下行 | 方向                               | 備註                |
| ---- | ------- | ------ | ---------------------------------- | ------------------- |
| 1    | ■吾妻線 | 上行   | 澀川、高崎、上野方向               |                     |
| 2、3 | ■吾妻線 | 下行   | 川原湯溫泉、長野原草津口、大前方向 | 部分列車使用3號月台 |

參考

## 使用狀況
根據「JR東日本」資料，在2019年度（令和元年度）1日平均乘車人次為971人。在吾妻線有人車站中，僅次於澀川站為第二多人使用的車站。
以下為近年乘車人次變化：
| 乘車人次變化       | 乘車人次變化     | 乘車人次變化    |
| 年度               | 1日平均 乘車人次 | 參考資料        |
| ------------------ | ---------------- | --------------- |
| 2000年（平成12年） | 1,418            | [ 利用客数 2 ]  |
| 2001年（平成13年） | 1,387            | [ 利用客数 3 ]  |
| 2002年（平成14年） | 1,311            | [ 利用客数 4 ]  |
| 2003年（平成15年） | 1,316            | [ 利用客数 5 ]  |
| 2004年（平成16年） | 1,224            | [ 利用客数 6 ]  |
| 2005年（平成17年） | 1,223            | [ 利用客数 7 ]  |
| 2006年（平成18年） | 1,230            | [ 利用客数 8 ]  |
| 2007年（平成19年） | 1,184            | [ 利用客数 9 ]  |
| 2008年（平成20年） | 1,124            | [ 利用客数 10 ] |
| 2009年（平成21年） | 1,054            | [ 利用客数 11 ] |
| 2010年（平成22年） | 1,042            | [ 利用客数 12 ] |
| 2011年（平成23年） | 1,002            | [ 利用客数 13 ] |
| 2012年（平成24年） | 1,024            | [ 利用客数 14 ] |
| 2013年（平成25年） | 987              | [ 利用客数 15 ] |
| 2014年（平成26年） | 937              | [ 利用客数 16 ] |
| 2015年（平成27年） | 966              | [ 利用客数 17 ] |
| 2016年（平成28年） | 939              | [ 利用客数 18 ] |
| 2017年（平成29年） | 915              | [ 利用客数 19 ] |
| 2018年（平成30年） | 1,039            | [ 利用客数 20 ] |
| 2019年（令和元年） | 971              | [ 利用客数 1 ]  |

## 車站周邊
- 國道145號（日语：国道145号）
- 國道353號（日语：国道353号）
- 群馬縣道236號中之條停車場線（日语：群馬県道236号中之条停車場線）
- 中之條簡易裁判所、前橋家庭裁判所中之條出張所
- 前橋地方法務局中之條分局
- 中之條合同廳舍
  - 群馬縣吾妻行政縣稅事務所
  - 群馬縣吾妻教育事務所
  - 群馬縣吾妻環境森林事務所
  - 群馬縣吾妻農業事務所
- 群馬県中之條土木事務所
- 中之條町公所
- 中之條郵局（日语：中之条郵便局）
- 群馬縣立吾妻中央高等學校（日语：群馬県立吾妻中央高等学校）
- 中之條町立中之條小學（日语：中之条町立中之条小学校）
- 關越交通（日语：関越交通）吾妻營業所
- 雙子廣場 - 綜合設施。設有小淵惠三前首相（中之條町出身）的銅像。

溫泉地
- 四萬溫泉（日语：四万温泉） - 轉乘關越交通（日语：関越交通）巴士乘坐40分鐘。
- 澤渡溫泉（日语：沢渡温泉 (群馬県)） - 轉乘關越交通巴士乘坐20分鐘。

## 巴士路線
| 乘車處   | 系統                 | 主要途經                 | 目的地                    | 巴士公司   | 備註 |
| -------- | -------------------- | ------------------------ | ------------------------- | ---------- | ---- |
| 1        |                      | 下澤渡、四萬湖、溫泉口   | 四萬溫泉                  | 關越交通   |      |
| 2        |                      | 下澤渡、湯原、澤渡溫泉   | 澤渡                      | 關越交通   |      |
| 2        | 山田、湯原、澤渡溫泉 | 澤渡                     |                           | 關越交通   |      |
|          |                      | 名久田小學前、高山公所前 | 中山本宿                  | 高山巴士   |      |
| 日赤醫院 | 原町Beisia           |                          |                           | 高山巴士   |      |
|          | 四萬溫泉號           | 東京站八重洲通           | 東雲車廠                  | 關越交通   |      |
|          | 上州湯巡號           | 練馬站、中野坂上         | Busta新宿（新宿站新南口） | JR巴士關東 |      |
|          | 東京湯巡號           |                          | 東京站日本橋口            | JR巴士關東 |      |

- 高速巴士「四萬溫泉號」的巴士站位於車站對出40米外的國道145號線上。而「上州湯巡號」、「東京湯巡號」的巴士站位於檢票口外，越過跨線橋後，於南方約200米國道353號繞道上。（上行班次只可乘車，下行班次只可下車）

## 相鄰車站
東日本旅客鐵道（JR東日本）
■吾妻線
- 特急「草津」停車站

市城－中之條－群馬原町

## 注腳

### 使用狀況
1. 1 2  . 東日本旅客鐵道.   [2020-07-18]. （原始内容存档于2020-07-10） （日语）.
2. ↑  . 東日本旅客鐵道.   [2019-04-11]. （原始内容存档于2019-03-27） （日语）.
3. ↑  . 東日本旅客鐵道.   [2019-04-11]. （原始内容存档于2019-03-27） （日语）.
4. ↑  . 東日本旅客鐵道.   [2019-04-11]. （原始内容存档于2019-03-27） （日语）.
5. ↑  . 東日本旅客鐵道.   [2019-04-11]. （原始内容存档于2019-03-27） （日语）.
6. ↑  . 東日本旅客鐵道.   [2019-04-11]. （原始内容存档于2019-03-27） （日语）.
7. ↑  . 東日本旅客鐵道.   [2019-04-11]. （原始内容存档于2019-03-27） （日语）.
8. ↑  . 東日本旅客鐵道.   [2019-04-11]. （原始内容存档于2019-03-27） （日语）.
9. ↑  . 東日本旅客鐵道.   [2019-04-11]. （原始内容存档于2019-04-02） （日语）.
10. ↑  . 東日本旅客鐵道.   [2019-04-11]. （原始内容存档于2019-03-27） （日语）.
11. ↑  . 東日本旅客鐵道.   [2019-04-11]. （原始内容存档于2019-03-27） （日语）.
12. ↑  . 東日本旅客鐵道.   [2019-04-11]. （原始内容存档于2019-03-27） （日语）.
13. ↑  . 東日本旅客鐵道.   [2019-04-11]. （原始内容存档于2019-03-27） （日语）.
14. ↑  . 東日本旅客鐵道.   [2019-04-11]. （原始内容存档于2019-03-27） （日语）.
15. ↑  . 東日本旅客鐵道.   [2019-04-11]. （原始内容存档于2016-04-04） （日语）.
16. ↑  . 東日本旅客鐵道.   [2019-04-11]. （原始内容存档于2019-03-27） （日语）.
17. ↑  . 東日本旅客鐵道.   [2019-04-11]. （原始内容存档于2019-03-23） （日语）.
18. ↑  . 東日本旅客鐵道.   [2019-04-11]. （原始内容存档于2019-03-27） （日语）.
19. ↑  . 東日本旅客鐵道.   [2019-04-11]. （原始内容存档于2019-03-25） （日语）.
20. ↑  . 東日本旅客鐵道.   [2019-07-17]. （原始内容存档于2019-07-05） （日语）.

## 外部連結
- 車站資訊（中之條）：東日本旅客鐵道（日語）